# Rote-Rinn-Scharte

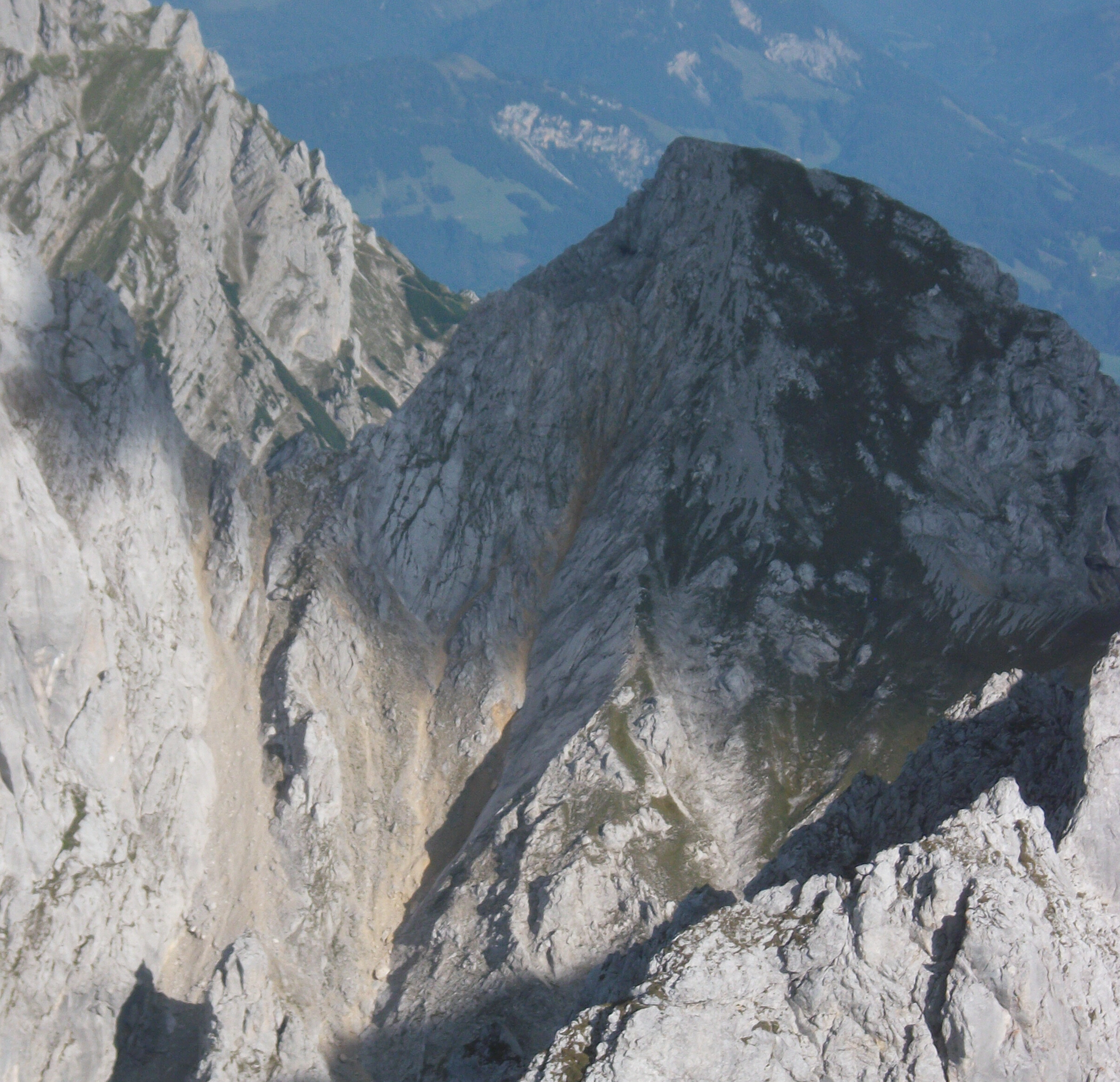
Rote-Rinn-Scharte (links) von Westen, rechts daneben der Kaiserkopf

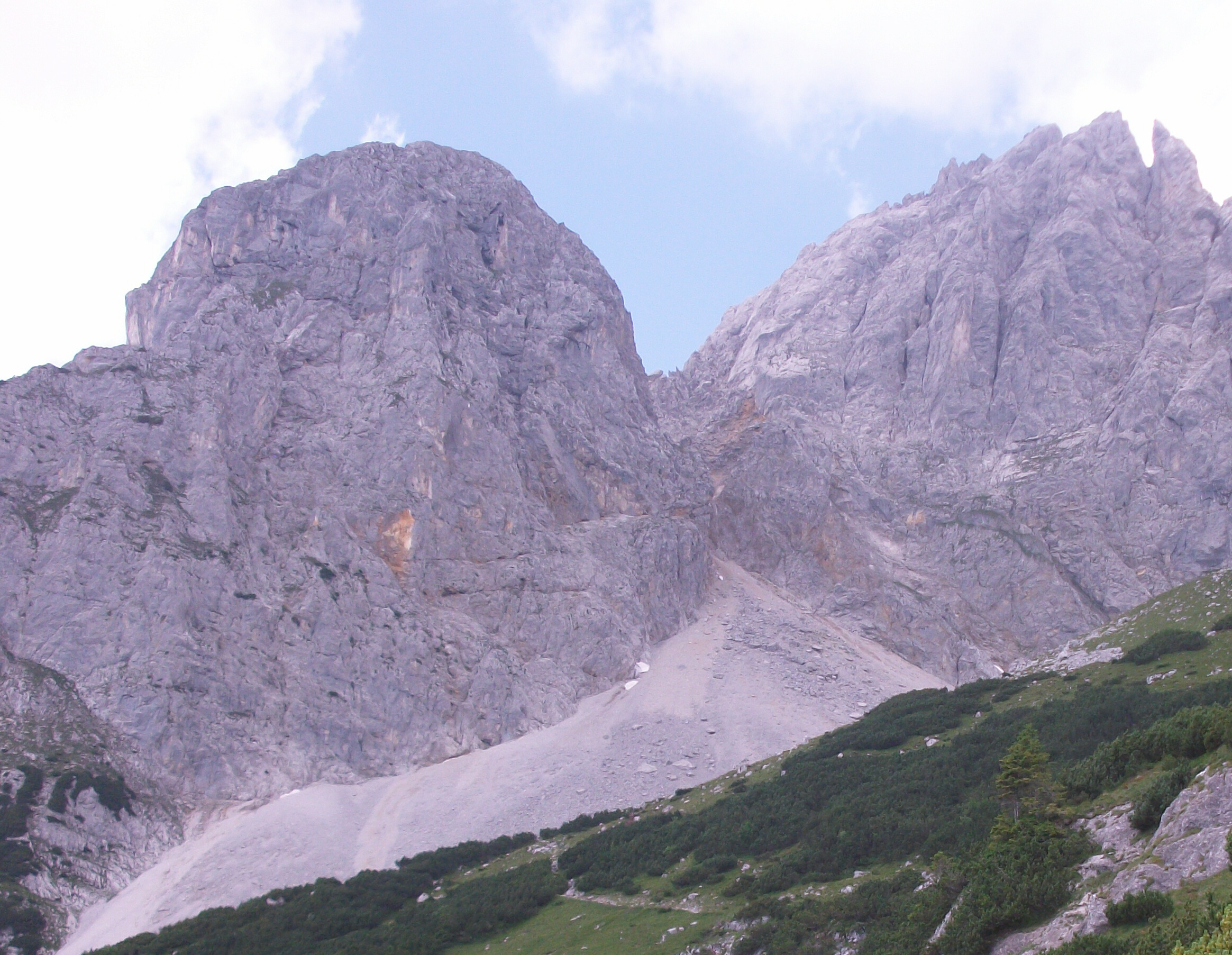
Ostwand des Kaiserkopfs (links), Ellmauer Halt (rechts), dazwischen die Rote-Rinn-Scharte

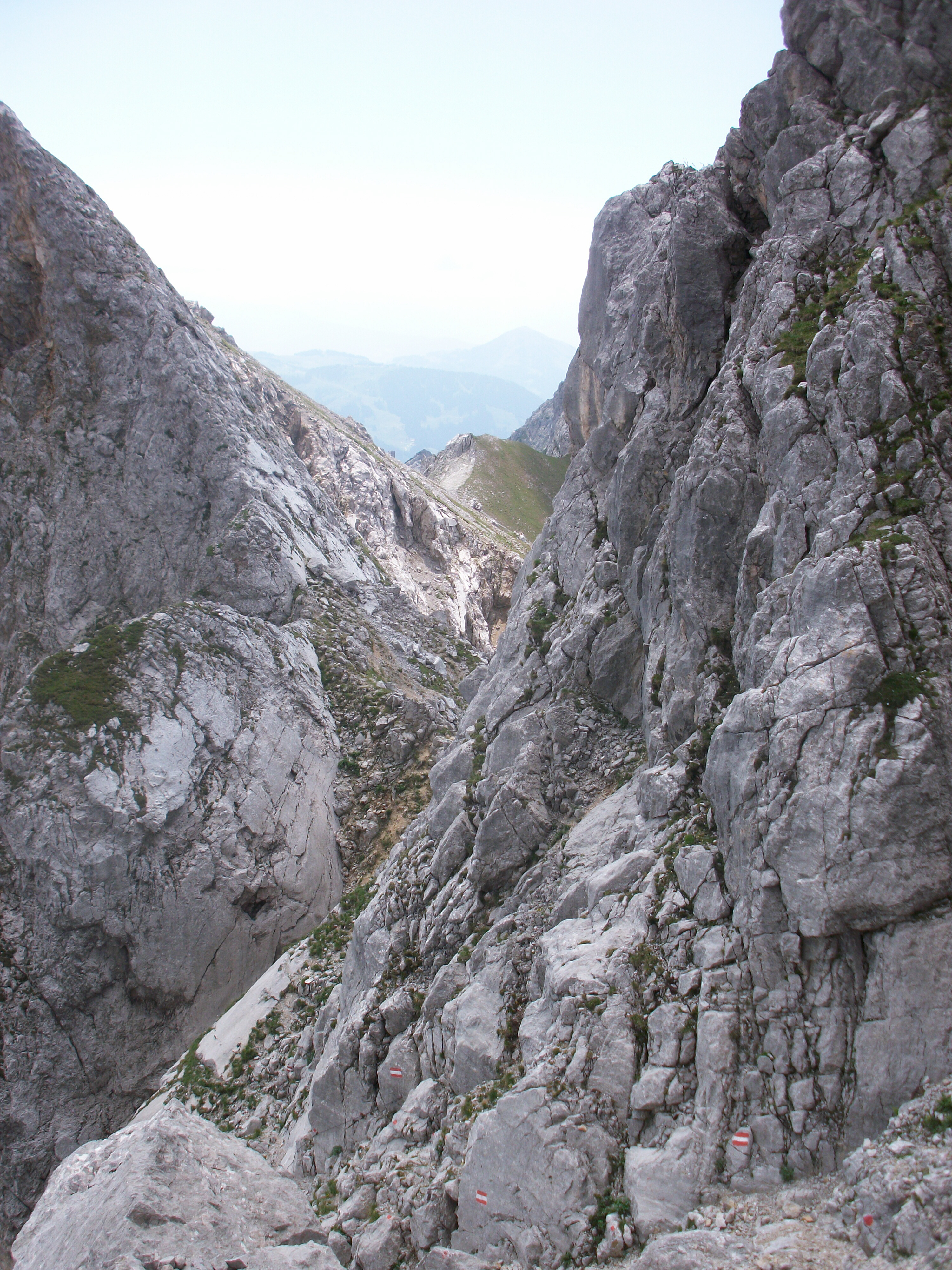
Rote-Rinn-Scharte, dahinter hinten der Hirschanger (grasiger Sattel), über den der Normalweg auf den Kaiserkopf verläuft

Die Rote-Rinn-Scharte ist ein 2099 m ü. A. hoher Gebirgsübergang im Kaisergebirge in den Nördlichen Kalkalpen.

## Lage
Die Rote-Rinn-Scharte liegt zwischen der Ellmauer Halt (nördlich) und dem Kaiserkopf (südlich). Westlich schließt oberhalb des Oberen Scharlinger Boden ein gerölliges, steiles Hochkar mit Schuttrinnen und Schrofen an, östlich fällt das Gelände durch eine sehr steile Geröllrinne Richtung Hochgrubachkar und von dort weiter grasig und teils mit Latschen bewachsen zur Gruttenhütte hin ab.

## Route
Ein markierter und häufig begangener Steig führt von der südöstlich gelegenen Wochenbrunneralm an der Gruttenhütte vorbei hinauf in das Hochgrubachkar und von dort über den Gamssängersteig (Klettersteig A/B, Stelle C, Normalweg auf die Ellmauer Halt) zum felsigen Verbindungsgrat von Ellmauer Halt und dem Kaiserkopf hinauf (einige Passagen I), wobei kurz vor erreichen der markanten Scharte vom Gamssängersteig westseitig auf die markierte Route hinab zum Hans-Berger-Haus abgebogen wird (nach den 74 Eisenbügeln der Gelben Jägerwand), um zur Rote-Rinn-Scharte zu traversieren, da der Gamssängersteig den Übergang nicht direkt berührt, sondern direkt weiter hinaufführt Richtung Ellmauer Halt. Der Übergang von diesem Abzweig hinüber zur Rote-Rinn-Scharte ist teilweise versichert und mit Eisenbügeln entschärft (teilweise I).
Westseitig geht es dann steil über Schrofen und Geröll durch eine immer breiter werdende Geröllrinne (hier längere versicherte Passagen, Stellen auch mit Eisenbügeln entschärft, Stellen I) über den südlichen Ast der sich an einem markanten Felspfeiler teilenden Schuttrinne hinab in das Hochkar Oberer Scharlinger Boden (dort am unteren Ende Abzweig ostseitig zum Kaiserschützensteig Richtung Kleine Halt, Gamshalt und Ellmauer Halt). Ab hier Übergang in grasigeres Gelände mit Latschen, über eine längere Steilstufe geht es hinab in den Unteren Scharlinger Boden und von dort weiter zum Hans-Berger-Haus im Kaisertal.
Die Route ist ab dem Hochgrubachkar über weite Strecken ausgesetzt und erfordert daher Trittsicherheit, Schwindelfreiheit und alpine Erfahrung. Steinschlaggefahr muss beachtet werden, Helm daher wichtig. Anfänger sollten zusätzlich Klettersteigset und Klettergurt verwenden.
Im Übrigen dient die Route über die Rote-Rinn-Scharte als Zustieg von der Gruttenhütte zum Kaiserschützensteig (Klettersteig B/C, I) und zur Besteigung des Kaiserkopfs.
Im Winter ist die Rote-Rinn-Scharte auch Ziel für Skitouren von der Südseite über das Hochgrubachkar.